# Кеммерер
Кеммерер (англ. Kemmerer) — місто (англ. city) в США, в окрузі Лінкольн штату Вайомінг. Населення — 2415 осіб (2020).

## Географія
Кеммерер розташований за координатами 41°46′35″ пн. ш. 110°33′23″ зх. д. / 41.77639° пн. ш. 110.55639° зх. д. (41.776406, -110.556346).  За даними Бюро перепису населення США в 2010 році місто мало площу 20,21 км², з яких 20,19 км² — суходіл та 0,01 км² — водойми.

### Клімат
| Клімат : Кеммерер                  | Клімат : Кеммерер | Клімат : Кеммерер | Клімат : Кеммерер | Клімат : Кеммерер | Клімат : Кеммерер | Клімат : Кеммерер | Клімат : Кеммерер | Клімат : Кеммерер | Клімат : Кеммерер | Клімат : Кеммерер | Клімат : Кеммерер | Клімат : Кеммерер | Клімат : Кеммерер |
| Показник                           | Січ.              | Лют.              | Бер.              | Квіт.             | Трав.             | Черв.             | Лип.              | Серп.             | Вер.              | Жовт.             | Лист.             | Груд.             | Рік               |
| Абсолютний максимум, °C            | 12,8              | 14,4              | 19,4              | 25,0              | 30,6              | 36,7              | 34,4              | 35,6              | 33,3              | 28,9              | 19,4              | 13,3              | 36,7              |
| Середній максимум, °C              | −1,9              | 0,1               | 4,7               | 10,4              | 16,6              | 22,4              | 26,8              | 26,1              | 20,3              | 13,2              | 3,9               | −0,9              | 11,9              |
| Середня температура, °C            | −8,7              | −7,2              | −2,4              | 2,8               | 8,4               | 13,1              | 16,8              | 16,1              | 10,8              | 4,7               | −3,1              | −8                | 3,7               |
| Середній мінімум, °C               | −15,5             | −14,6             | −9,6              | −4,9              | 0,2               | 3,8               | 6,8               | 6,2               | 1,3               | −3,9              | −10,1             | −15,1             | −4,6              |
| Абсолютний мінімум, °C             | −36,1             | −39,4             | −29,4             | −20,6             | −13,9             | −7,2              | −2,2              | −6,1              | −15               | −18,9             | −32,8             | −39,4             | −39,4             |
| Норма опадів, мм                   | 19                | 15                | 18                | 25                | 30                | 27                | 22                | 28                | 30                | 23                | 23                | 17                | 277               |
| ---------------------------------- | ----------------- | ----------------- | ----------------- | ----------------- | ----------------- | ----------------- | ----------------- | ----------------- | ----------------- | ----------------- | ----------------- | ----------------- | ----------------- |
| Джерело: NOAA (normals, 1971–2000) |                   |                   |                   |                   |                   |                   |                   |                   |                   |                   |                   |                   |                   |

## Демографія
Згідно з переписом 2010 року, у місті мешкало 2656 осіб у 1078 домогосподарствах у складі 704 родин. Густота населення становила 131 особа/км².  Було 1265 помешкань (63/км²).
Расовий склад населення:
| - 93,2 % — білих - 1,2 % — корінних американців - 0,4 % — азіатів - 0,2 % — чорних або афроамериканців - 3,9 % — осіб інших рас |

До двох чи більше рас належало 1,0 %. Частка іспаномовних становила 7,8 % від усіх жителів.
За віковим діапазоном населення розподілялося таким чином: 24,5 % — особи молодші 18 років, 64,1 % — особи у віці 18—64 років, 11,4 % — особи у віці 65 років та старші. Медіана віку мешканця становила 38,2 року. На 100 осіб жіночої статі у місті припадало 109,3 чоловіків;  на 100 жінок у віці від 18 років та старших — 109,0 чоловіків також старших 18 років.
Середній дохід на одне домашнє господарство  становив 78 811 долар США (медіана — 64 234), а середній дохід на одну сім'ю — 94 401 долар (медіана — 86 761). Медіана доходів становила 66 250 доларів для чоловіків та 39 732 долари для жінок. За межею бідності перебувало 4,8 % осіб, у тому числі 1,4 % дітей у віці до 18 років та 6,1 % осіб у віці 65 років та старших.
Цивільне працевлаштоване населення становило 1437 осіб. Основні галузі зайнятості: освіта, охорона здоров'я та соціальна допомога — 24,5 %, транспорт — 17,8 %, сільське господарство, лісництво, риболовля — 12,7 %, публічна адміністрація — 9,0 %.
За даними перепису 2000 року,
на території муніципалітету мешкало 2651 людей, було 1034 садиб та 695 сімей.
Густота населення становила 138,9 осіб/км². Було 1208 житлових будинків.
З 1034 садиб у 34,1% проживали діти до 18 років, подружніх пар, що мешкали разом, було 58,3 %,
садиб, у яких господиня не мала чоловіка — 4,9 %, садиб без сім'ї — 32,7 %.
Власники 28,6 % садиб мали вік, що перевищував 65 років, а в 10,3 % садиб принаймні одна людина була старшою за 65 років.
Кількість людей у середньому на садибу становила 2,53, а в середньому на родину 3,13.
Середній річний дохід на садибу становив 47 353 доларів США, а на родину — 55 529 доларів США.
Чоловіки мали дохід 45 921 доларів, жінки — 23 382 доларів.
Дохід на душу населення був 21 478 доларів.
Приблизно 5,1 % родин та 6,6 % населення жили за межею бідності.
Серед них осіб до 18 років було 7,1 %, і понад 65 років — 5,7 %.
Середній вік населення становив 38 років.